# Biologiczne wytwarzanie wodoru

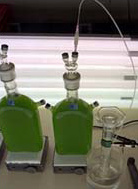
Bioreaktor produkujący wodór przy użyciu alg

Biologiczne wytwarzanie wodoru przy użyciu alg jest metodą fotobiologicznego rozkładu wody, zachodzącego w zamkniętym fotobioreaktorze, opartą na produkcji wodoru przy użyciu promieni słonecznych jako źródła energii wykorzystywanego przez algi. Do produkcji wodoru przez algi, konieczne jest zapewnienie im odpowiednich warunków. W 2000 roku odkryto, iż jeśli pozbawić algę C. reinhardtii siarki, zamieni ona produkcję tlenu w normalnym procesie fotosyntezy na produkcję wodoru.

## Fotosynteza
Podczas fotosyntezy cyjanobakterie i algi zielone rozkładają wodę na jony wodorowe i elektrony. Elektrony przenoszone są na ferredoksynę. Fe-Fe hydrogenaza (enzym) łączy je do wodoru gazowego. Fotoukład II Chlamydomonas reinhardtii wytwarza w bezpośredniej konwersji promieniowania słonecznego 80% elektronów, które na koniec znajdują swoje miejsce w wodorze gazowym. LHCBM9 – białko zbierające światło fotoukładu II w kompleksie zbierającym światło skutecznie wspomaga odbieranie energii słonecznej. Fe-Fe-hydrogenaza wymaga warunków beztlenowych, gdyż tlen blokuje jej aktywność. Do badania dróg metabolicznych stosowana jest spektroskopia fourierowska.

## Skrócony układ antenowy
Chlorofilowe układy antenowe w zielonych algach są zmniejszone lub skrócone, by zmaksymalizować efektywność fotobiologicznej konwersji światła w H2. Skrócony układ minimalizuje pochłanianie i marnotrawne rozpraszanie światła poprzez poszczególne komórki, co w konsekwencji poprawia efektywność wykorzystania światła i ulepsza produktywność fotosyntezy w kolonii zielonych alg.

## Historia
W 1939 roku niemiecki badacz Hans Gaffron pracując na Uniwersytecie Chicago, zaobserwował, że badane przez niego algi Chlamydomonas reinhardtii (alga zielona) czasem zamieniają produkcję tlenu na produkcję wodoru. Nigdy nie odkrył przyczyny takich zmian i przez wiele lat uczeni ponosili porażki podczas prób wyjaśnienia tego zjawiska. Pod koniec lat 90 XX wieku, profesor Anastasios Melis, badacz z Uniwersytetu Kalifornijskiego w Berkley, odkrył, że jeśli środowisko kultury alg pozbawione jest siarki, algi zamieniają produkcję tlenu (wynikającą z normalnej fotosyntezy) na produkcję wodoru. Odkrył on również, że enzymem odpowiedzialnym za tę reakcję jest hydrogenaza, lecz traci ona tę zdolność w obecności tlenu. Melis dowiódł, że uszczuplenie ilości siarki dostępnej algom, przerywa ich wewnętrzny obieg tlenu, pozwalając wytworzyć środowisko, w którym hydrogenaza indukuje produkcję wodoru przez te algi. Chlamydomonas moewusii jest również dobrym szczepem do produkcji wodoru.
Kamienie milowe
- 1997 – profesor Anastasios Melis, po pracy Hansa Gaffrona, odkrył, że zubożenie ilości siarki dostępnej algom powoduje zmianę produkcji tlenu na produkcję wodoru. Dowiódł, że enzymem odpowiedzialnym za tę reakcję jest hydrogenaza[13][14].
- 2006 – uczeni z Uniwersytetu w Bielefeld i Uniwersytetu w Queensland zmienili genom jednokomórkowej algi Chlamydomonas reinhardtii tak, by produkowała szczególnie duże ilości wodoru[15]. Stm6 może w dłuższym czasie wytworzyć pięciokrotność objętości jaką dają dzikie algi i do 1,6–2,0% sprawności energetycznej.
- 2007 – Odkryto, iż jeśli doda się miedzi do zablokowania wytwarzania tlenu, algi zmienią produkcję tlenu na wodór[16].
- 2007 – Anastasios Melis badający sprawność konwersji energii słonecznej na chemiczną w tlaX mutantach Chlamydomonas reinhardtii, osiągnął 15% sprawność, pokazując że rozmiar skróconego układu Chl antenowego[17] minimalizuje marnotrawne rozpraszanie promieniowania słonecznego przez poszczególne komórki[18]. Proces konwersji energii słonecznej na chemiczną może być połączony z produkcją różnorodnych biopaliw włącznie z wodorem.
- 2008 – Anastasios Melis badając konwersję energii słonecznej na chemiczną na tlaR mutantach Chlamydomonas reinhardtii, osiągnął 25% sprawność przy teoretycznym 30% maksimum[19].
- 2009 – Zespół z Uniwersytetu w Tennessee, Knoxville i Państwowego Laboratorium w Oak Ridge ustalił, że proces jest 10 krotnie bardziej wydajny przy podniesieniu temperatury[20].
- 2011 – Dodając modyfikowany bioinżynieryjnie enzym, zwiększa się poziom produkcji wodoru przez algi o około 400%.[21]
- 2011 – Zespół z Argonne’s Photosynthesis Group pokazał jak nanocząsteczki platyny mogą być przyłączone do kluczy proteinowych w algach by pięciokrotnie zwiększyć wydajność produkcji paliwa wodorowego[22][23].
- 2013 – Uniwersytet w Uppsali – fotoukład II Chlamydomonas reinhardtii wytwarza w bezpośredniej konwersji promieniowania słonecznego 80% elektronów, które na koniec znajdują swoje miejsce w wodorze gazowym[6].

## Badania
- 2008 – Naukowcy z amerykańskiej placówki naukowo-badawczej Argonne National Laboratory, starali się odnaleźć sposób na oddzielenie części hydrogenazy odpowiedzalnej za wytwarzanie gazowego wodoru i wprowadzenie jej do procesu fotosyntezy. Efektem miało by być otrzymanie dużej ilości gazowego wodoru, możliwie na równi z produkcją tlenu[24][25]
- 2009 – Przestrzeń badań wzrostu sprawności procesu, objęło wprowadzenie tolerującej tlen Fe-Fe hydrogenazy[26] i zwiększenie poziomu produkcji wodoru przez usprawniony przesył elektronów[27].
- Od 2009 roku, HydroMicPro testuje reaktor tarczowy[28].
- Od 2013 roku, Grow Energy wprowadziło nowy system wielkoskalowych produkcji wodoru w konstrukcjach bioreaktorów[29].
- 2014 – Uniwersytet Ruhr i Instytut Maxa Plancka wzbogaciły produkcję wodoru wytwarzanego przez mikroalgi dzięki przekierowywaniu elektronów z fotouładu I do hydrogenzy[30].

## Ekonomia
Potrzeba by około 25 000 kilometrów kwadratowych upraw aby dostatecznie zastąpić zapotrzebowanie na benzynę w Stanach Zjednoczonych. Porównując, obszar taki reprezentuje około 10% terenów jakie są obecnie poświęcone na uprawę soi w Stanach Zjednoczonych.
W 2004 roku Departament Energii Stanów Zjednoczonych ogłosił cenę sprzedaży na 2,60 $ za kilogram wodoru jako ustalenie wartości wymiany. 1 kg wodoru jest szacunkowo ekwiwalentem galonu benzyny (ok. 3,79 litra). Aby dojść do poziomu powszechnej sprzedaży rynkowej, konwersja „od światła do wodoru” musi osiągnąć sprawność 10% podczas gdy w 2004 roku był to jedynie 1%, zaś cena sprzedaży w 2004 roku ustaliła się na poziomie 13,53$ za kilogram.
Odnosząc się do szacunku Departamentu Energii, stacja paliw zaopatrująca 100 samochodów dziennie potrzebowałaby 300 kg wodoru. Przy obecnej technologii, 300 kg dziennie, samodzielny układ wymagałby 110 000 m² obszaru rozlewiskowego o 10 centymetrowej głębokości, gdzie koncentracja komórek mutantów ze skróconym układem antenowym wynosiła by 0,2g/l.

## Problemy w projektowaniu bioreaktorów
- Ograniczenie fotosyntetycznej produkcji wodoru poprzez nagromadzenie gradientu protonowego.
- Zahamowanie fotosyntetycznej produkcji wodoru przez konkurencyjne działanie dwutlenku węgla.
- Potrzeba wodorowęglanów wiążących się z fotoukładem II dla sprawnej aktywności fotosyntetycznej.
- Odpływ elektronów w wyniku konkurencyjnego działania tlenu w czasie produkcji wodoru przez algi.
- Ekonomia całego procesu musi osiągnąć konkurencyjne osiągi względem pozostałych źródeł energetycznych, co zależy od wielu czynników.
- Główną przeszkodą techniczną jest sprawność w przekształceniu energii słonecznej na energię chemiczną zgromadzoną cząsteczkach wodoru.

Aktualnie podejmowane są próby rozwiązania tych problemów w drodze modyfikacji bioinżynieryjnych.